# Restio quadratus
Restio quadratus là một loài thực vật có hoa trong họ Restionaceae. Loài này được Mast. miêu tả khoa học đầu tiên năm 1869.

## Hình ảnh

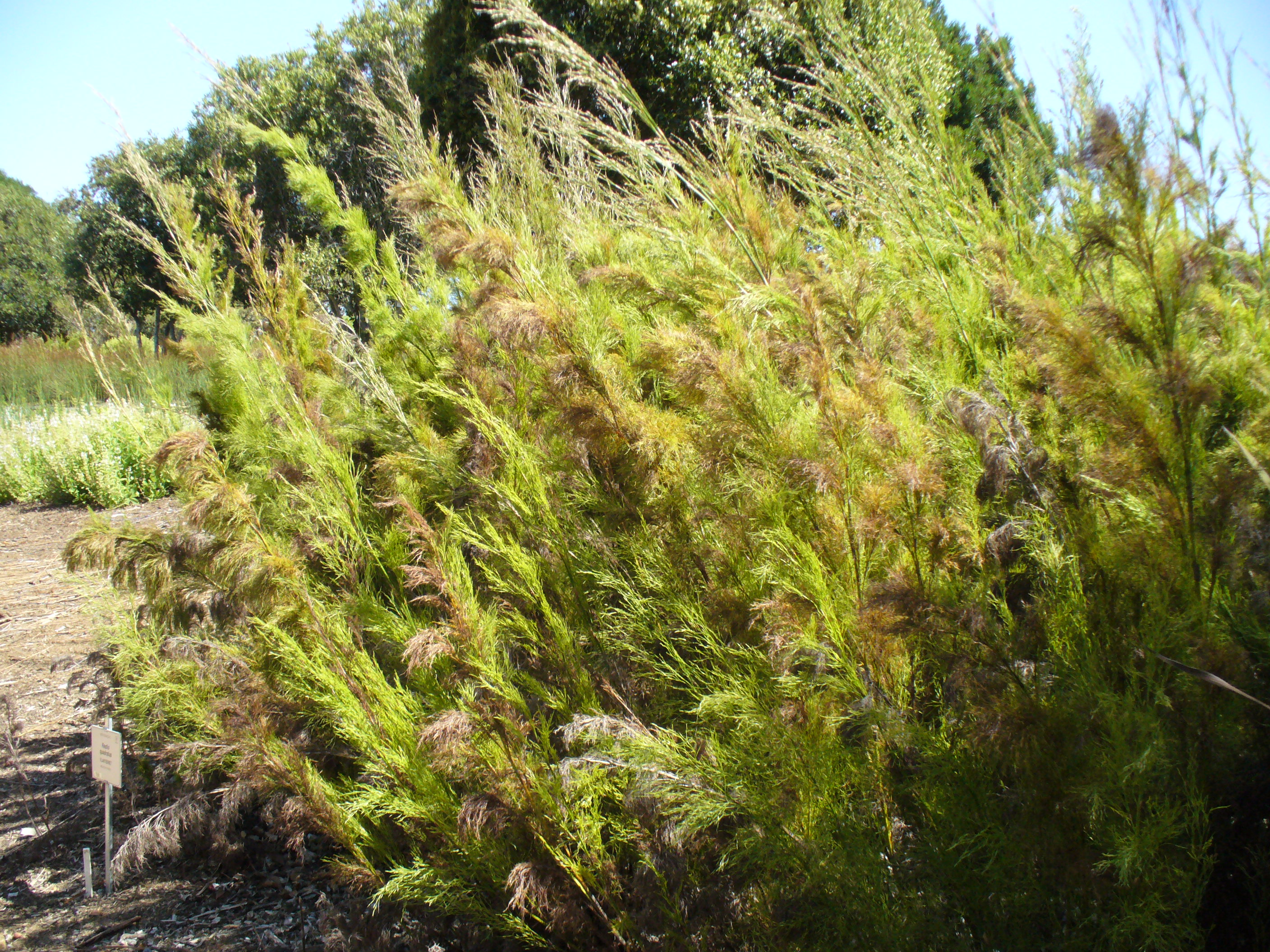
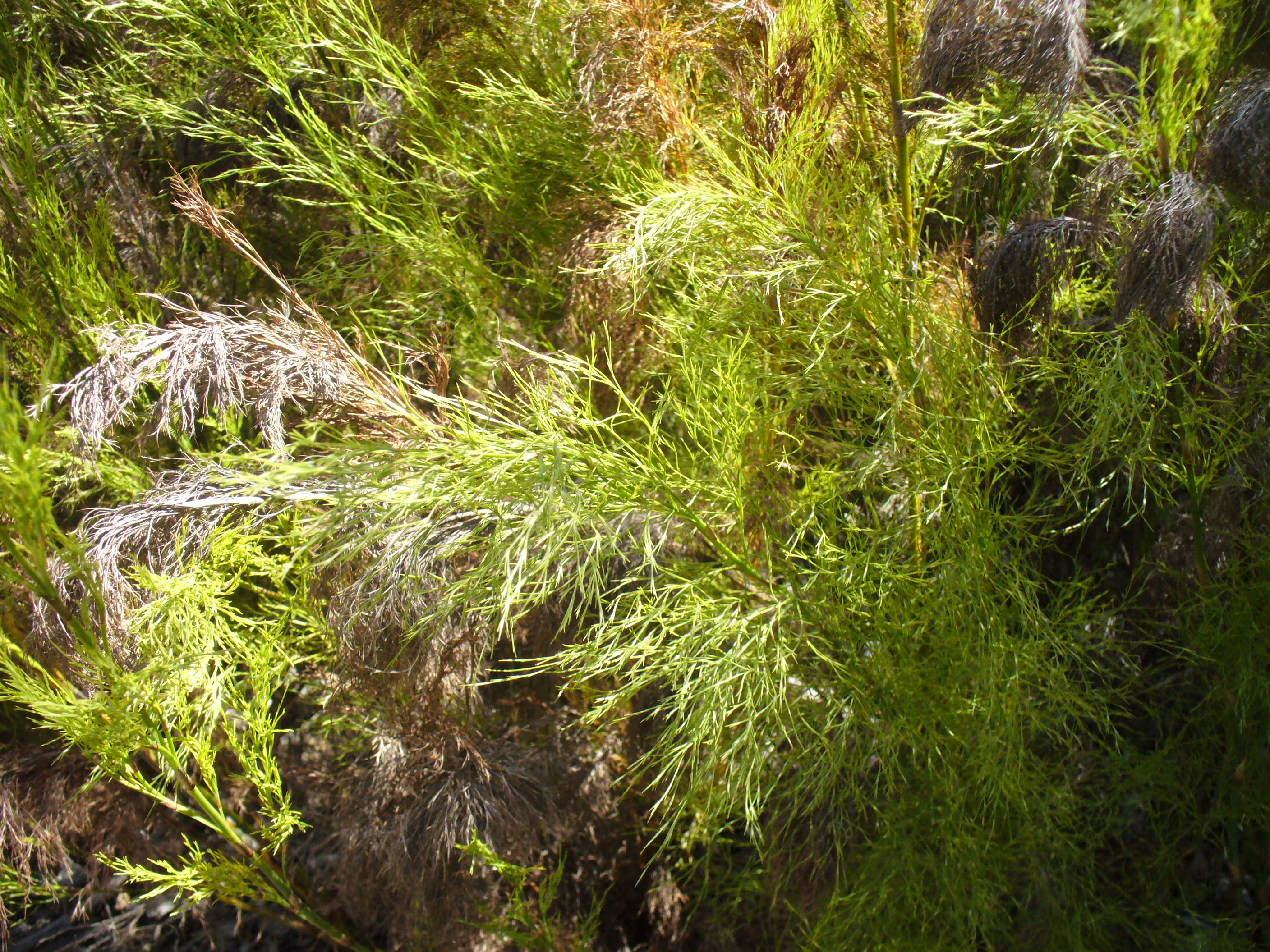